# Санг Йонг
SsangYong Motor Company е четвъртият по големина автомобилостроител в Южна Корея, специализиран в производството на високопроходими автомобили и луксозни лимузини. Името SsangYong на корейски означава „два дракона“ и препраща към древна легенда, разказваща за благородството на тези митични създания.
Компанията е създадена през 1954 г. като производител на автомобили със специално предназначение. Благодарение на дългогодишното технологично партньорство с Mercedes-Benz, високия клас на продуктите и тристепенната система за контрол на качеството, Ssang Yong Motor Company се ползва с изключително добра репутация в Южна Корея. Стратегическата цел на „Санг Йонг“ е да се утвърди като премиум производител и на Европейския пазар – обяви нейният Президент Ю-Ил Лий по време на европейското медия представяне на четвъртото поколение Корандо (Септември 2010 г., Палма де Майорка, Испания).
На територията на ЕС се внася само SUV-гамата на SsangYong, понастоящем съставена от моделите: Korando (Корандо), Korando Sports (Корандо Спортс), Rexton (Рекстън), Rodius (Родиус), Tivoli (Тиволи) и XLV.
Изключителен представител на SsangYong Motor Company в България е Ратола Корпорация, българска компания, член на Асоциацията на автомобилните производители и техните оторизирани представители в България /ААП/ и на Българския форум на бизнес лидерите /БФБЛ/.
- Официално представяне на Tivoli в България на Aвтомобилен салон София 2015
- Tivoli на Aвтомобилен салон София 2015, заедно с логото и слогана на модела: TIVOLI ILOVIT
- Tivoli на Aвтомобилен салон София 2015, заедно с логото и слогана на модела: TIVOLI ILOVIT
- Ю-Ил Лий (Yoo-Il Lee), Президент на SsangYong Motor Company, лично представи четвъртото поколение Корандо пред европейските медии в Палма де Майорка
- С подписа на Джуджаро: Korando CUV (Classy Utility Vehicle) на Автомобилен салон Женева 2011.
- Представителите на SsangYong за България не пропускат да отбележат южнокорейския произход на всъдеходите, гаранция за високото им качество
- Фабрицио Джуджаро с гордост представя проектирания от него и легендарния му баща Джорджето Джуджаро компактен всъдеход Korando
- Българската премиера на Корандо IV поколение се състоя в Пловдив
- Пикапът Екшън Спортс (Actyon Sports), натоварен със спортно оборудване
- Второто поколение на всъдехода Рекстън (Rexton II)
- Второто поколение на всъдехода Рекстън (Rexton II)
- Второто поколение на всъдехода Рекстън (Rexton II)
- Мултифункционалният Rodius e в рядката категория на вановете със задвижване 4х4
- Мултифункционалният Rodius e в рядката категория на вановете със задвижване 4х4
- Премиера на Rexton W в България – юни 2013 г.
- Rexton W представен от Ratola на Пловдивски панаир – октомври 2013 г.
- Rexton W – третото поколение на легендарния всъдеход съчетава традиционната проходимост с повишена икономичност и екологичност
- Концептуалният SsangYong XIV-1 бе представен на IAA 2011 (Франкфурт) от президентите Гоенка (Goenka) и Лий (Lee)
- SsangYong XIV-1 concept
- SsangYong XIV-1 concept